# Metanomus
Metanomus — род щелкунов из подсемейства Dendrometrinae.

## Описание
Щелкуны средних размеров. Тело одноцветное, сравнительно узкое.Лобный киль почти сплошной, касается переднего края наличника. Усики самцов слабо пиловидные начиная с четвёртого сегмента, у самок почти нитевидные.. Воротничок переднегруди с округлым передним краем, находящимся на одном уровне с передними углами проплевр. Задний край проплевр с явственной выемкой. Бедренные покрышки задних тазиков сужаются по направлению наружу довольно сильно и слабо равномерно. Все сегменты лапок без лопастинок.

## Систематика
В составе рода:
- вид: Metanomus badrinathensis (Vats et Chauhan, 1992)
- вид: Metanomus grouvellei (Buysson, 1900)
- вид: Metanomus indiana (P. Saini et M. Saini, 1996)
- вид: Metanomus infuscatus (Eschscholtz, 1829)